# 스위스의 세계유산

스위스의 세계유산은 세계유산 위원회를 거쳐 유네스코 세계유산에 등재된 스위스의 세계유산을 일컫는다. 스위스는 1975년 9월 17일 유네스코 조약에 비준한 이래, 9건의 문화유산과, 4건의 자연유산을 보유하고 있다.

## 목록

### 문화유산
| No. | 사진                        | 등록명                                                      | 소재지                                                         | 등록년도 | 등록기준      | 유네스코 지정번호 | 비고                 |
| 1   |                             | 베른 옛 시가지                                              | 베른주                                                         | 1983년   | (ⅲ)           | 267               |                      |
| 2   |                             | 생 갈 수도원                                                | 장크트갈렌주                                                   | 1983년   | (ⅱ), (ⅳ)      | 268               |                      |
| 3   |                             | 뮈스타이어의 성 요한 베네딕트 수녀원                        | 그라우뷘덴주                                                   | 1983년   | (ⅲ)           | 269               |                      |
| 4   |                             | 벨린초나의 3개의 성과 성곽                                  | 티치노주                                                       | 2000년   | (ⅳ)           | 884               |                      |
| 5   |                             | 라보의 포도원 테라스                                        | 보주                                                           | 2007년   | (ⅲ), (ⅳ), (ⅴ) | 1243              |                      |
| 6   |                             | 알불라 · 베르니나 지역의 래티셰 철로                        | 스위스 그라우뷘덴주 이탈리아 롬바르디아주                      | 2008년   | (ⅱ), (ⅳ)      | 1276              | 이탈리아와 공동 등재 |
| 7   | 라쇼드퐁                    | 라 쇼드퐁 · 르 로클 시계 제조 계획 도시                     | 뇌샤텔주                                                       | 2009년   | (ⅳ)           | 1302              |                      |
| 8   | 스위스의 선사시대 호상 가옥 | 알프스 주변의 선사 시대 호상 가옥                           | 스위스 독일 슬로베니아 오스트리아 이탈리아 프랑스              | 2011년   | (ⅳ), (ⅴ)      | 1363              | 6개국 공동 등재      |
| 9   | 클라르테 공동 주택          | 르 코르뷔지에의 건축 작품, 모더니즘 운동에 관한 탁월한 기여 | 스위스 제네바주 · 보주 독일 벨기에 아르헨티나 인도 일본 프랑스 | 2016년   | (ⅰ), (ⅱ), (ⅵ) | 1321              | 7개국 공동 등재      |

### 자연유산
| No. | 사진 | 등록명                                                               | 소재지 | 등록년도      | 등록기준      | 유네스코 지정번호 | 비고                 |
| 1   |      | 스위스 알프스 융프라우-알레취                                        | 베른주 발레주 | 2001년 2007년 | (ⅶ), (ⅷ), (ⅸ) | 1037              |                      |
| 2   |      | 몬테산조르조산                                                       | 스위스 티치노주 이탈리아 롬바르디아주 | 2003년        | (ⅷ)           | 1090              | 이탈리아와 공동 등재 |
| 3   |      | 스위스 사르도나 지각 표층 지역                                       | 글라루스주 장크트갈렌주 그라우뷘덴주 | 2008년        | (ⅷ)           | 1179              |                      |
| 5   |      | 카르파티아 및 유럽의 기타 지역에 생육하는 고대 및 원시 너도밤나무 숲 | 스위스 독일 루마니아 벨기에 보스니아 헤르체고비나 북마케도니아 불가리아 스페인 슬로바키아 슬로베니아 알바니아 오스트리아 우크라이나 이탈리아 체코 크로아티아 폴란드 프랑스 | 2021년        | (ⅸ)           | 1133              | 18개국 공동 등재     |

## 같이 보기
- 스위스 국가 및 지역 중요문화재 목록